# Velika Belica
Velika Belica este o arie protejată (sit de importanță comunitară — SCI) din Croația întinsă pe o suprafață de 38,49 ha, integral pe uscat.

## Localizare
Centrul sitului Velika Belica este situat la coordonatele 45°28′48″N 14°47′03″E / 45.479912°N 14.784118°E.

## Înființare
Situl Velika Belica a fost declarat sit de importanță comunitară în iulie 2013 pentru a proteja un număr necunoscut de specii din flora spontană și fauna sălbatică aflate în arealul zonei.

## Biodiversitate
Situată în ecoregiunea alpină, aria protejată conține 1 habitat natural: Păduri aluvionare cu Alnus glutinosa și Fraxinus excelsior (Alno-Padion, Alnion incanae, Salicion albae).
La baza desemnării sitului se află un număr nedeclarat de specii protejate.